# Guan
Els guans típics són un grup de 15 espècies d'aus incloses al gènere Penelope, un dels que forma la família dels cràcids (Cracidae), a l'ordre dels gal·liformes (Galliformes). També reben el nom de "guan" altres espècies de la família dels cràcids, com ara el guan banyut del gènere Oreophasis, i els guans xiuladors del gènere Pipile.

## Morfologia
Fan 65 – 95 cm de llargària, amb un aspecte de galls dindi que es mouen pels arbres
Color predominantment marró amb el cap petit en comparació a la grandària del cos. Llueixen un collar característic.

## Hàbits
Les petites poblacions d'algunes espècies i l'hàbitat boscós o de gran altitud d'altres (algunes espècies viuen fins a 3.350 m d'altitud) fa que moltes de les seves costums siguin desconegudes. En general fan els nius en les branques dels arbres.

## Hàbitat i distribució
Viuen des dels boscos del sud de Mèxic fins a l'àrea tropical d'Amèrica del Sud.

## Taxonomia
Aquest gènere sembla que es va originar per l'expansió de la família a través dels Andes i d'Amèrica tropical. Possiblement els seus parents més propers és el gènere Aburria. Els avantpassats comuns als dos gèneres sembla que van divergir fa uns 20-15 milions d'anys, però això no ha sigut corroborat per cap prova fòssil (Pereira t al., 2002).
Se n'han descrit les següents espècies:
- Penelope albipennis - Guan alablanc.
- Penelope argyrotis - Guan cuabarrat.
- Penelope barbata - Guan barbat.
- Penelope dabbenei - Guan cara-roig.
- Penelope jacquacu - Guan de Spix.
- Penelope jacucaca - Guan cellablanc.
- Penelope marail - Guan marail.
- Penelope montagnii - Guan andí.
- Penelope obscura - Guan camanegre.
- Penelope ochrogaster - Guan ventre-rogenc.
- Penelope ortoni - Guan d'Orton.
- Penelope perspicax - Guan del Cauca.
- Penelope pileata - Guan pit-roig.
- Penelope purpurascens - Guan crestat.
- Penelope superciliaris - Guan cellut.